# 岡山地方検察庁
岡山地方検察庁（おかやまちほうけんさつちょう）は、岡山県岡山市にある日本の地方検察庁の一つで、岡山県を管轄している。略称は、岡山地検（おかやまちけん）。倉敷・新見・津山に支部を置いている。

## 沿革
- 1947年（昭和22年） 検察庁法の制定により岡山地方検察庁が発足。
- 1949年（昭和24年） 現在の蕃山町に本館新庁舎落成。裁判所庁舎から移転独立。
- 1965年（昭和40年）5月 岡山地方法務合同庁舎が竣工。
- 2014年（平成26年）2月17日 現在の岡山法務総合庁舎が竣工し業務開始。

## 所在地

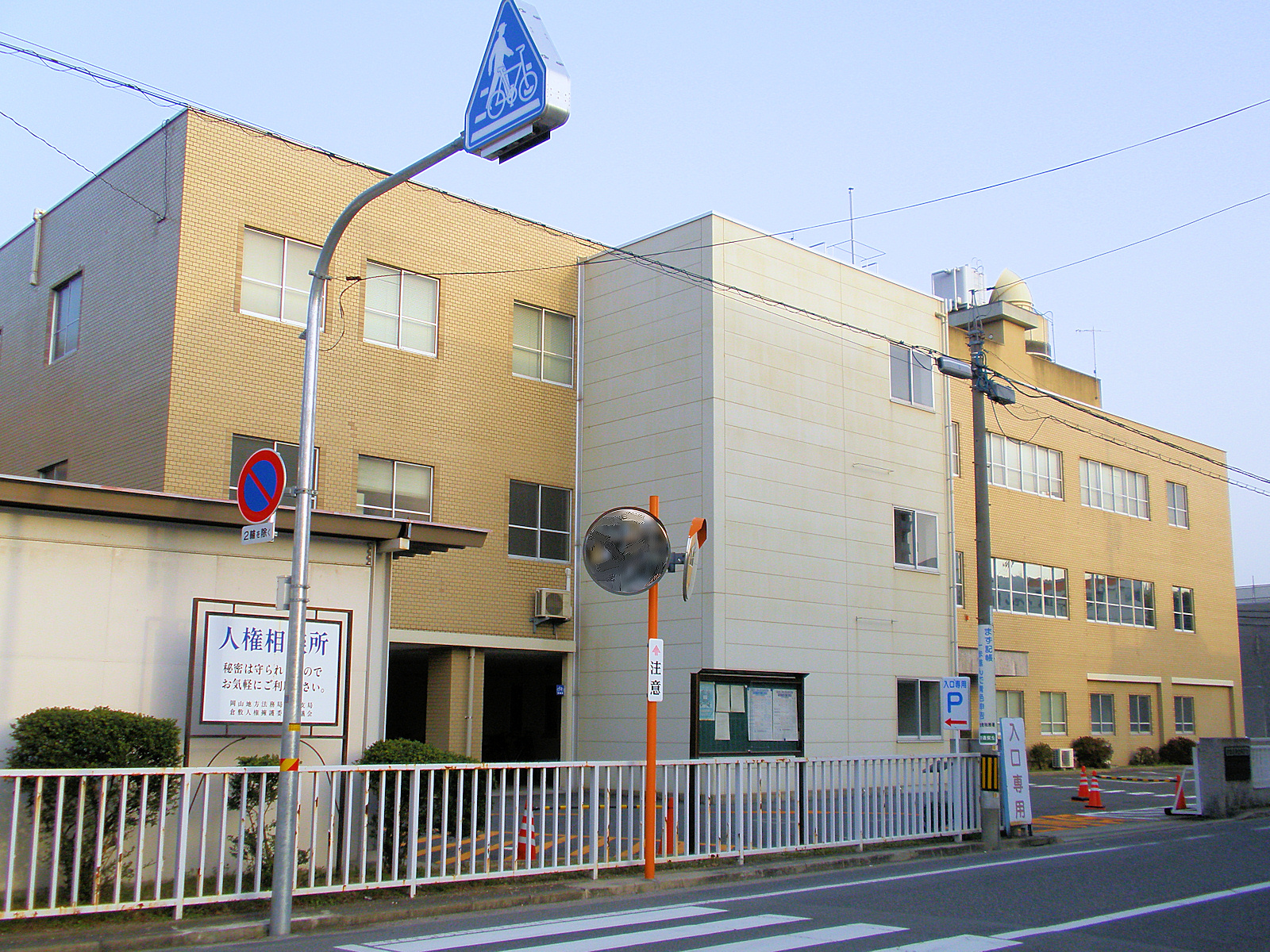
本庁・新見支部 - 岡山市北区南方1丁目8-1 岡山法務総合庁舎　北緯34度40分18.1秒 東経133度55分29.4秒 / 北緯34.671694度 東経133.924833度
山陽新幹線, JR山陽線, 宇野線, 津山線, 吉備線, 赤穂線, 伯備線 岡山駅から徒歩約15分
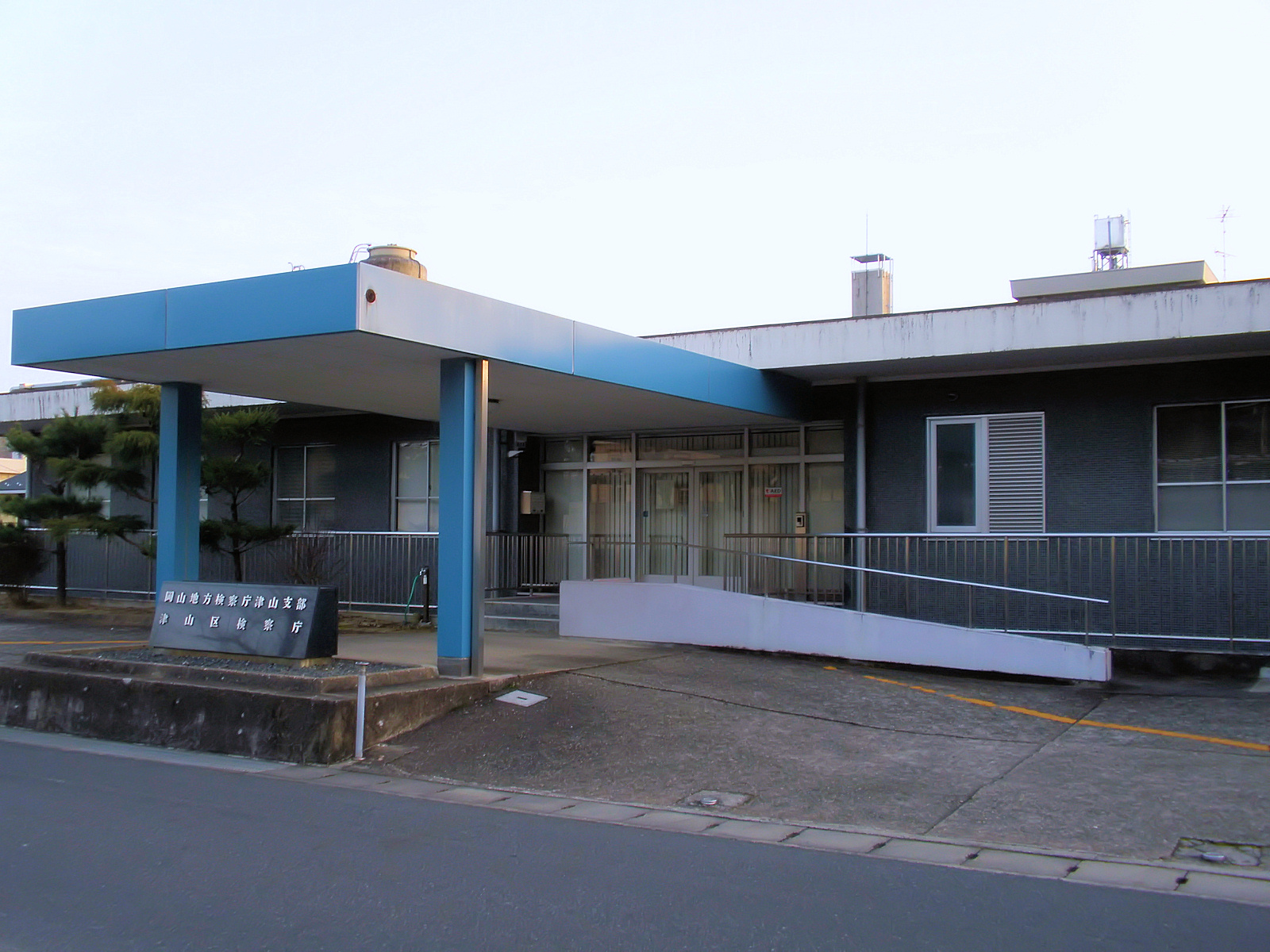
倉敷支部 - 倉敷市幸町3-46 倉敷法務合同庁舎　北緯34度36分10.8秒 東経133度46分22.8秒 / 北緯34.603000度 東経133.773000度
JR山陽線，伯備線 倉敷駅から徒歩約10分
- 津山支部 - 津山市椿高下52　北緯35度3分59.2秒 東経134度0分4秒 / 北緯35.066444度 東経134.00111度
JR津山線, 姫新線 津山駅から徒歩約20分

## 管轄
| 本庁     | 岡山区検察庁 | 岡山市・備前市・赤磐市・瀬戸内市・和気郡・加賀郡吉備中央町（加茂川地区） |
| 本庁     | 玉野区検察庁 | 玉野市                                                                   |
| 本庁     | 児島区検察庁 | 倉敷市児島地域                                                           |
| 本庁     | 高梁区検察庁 | 高梁市・真庭市（北房地区）・加賀郡吉備中央町（賀陽地区）                 |
| 倉敷支部 | 倉敷区検察庁 | 倉敷市（児島・玉島・船穂地域を除く）・総社市・都窪郡                     |
| 倉敷支部 | 玉島区検察庁 | 倉敷市（玉島・船穂地域）・浅口市・浅口郡                                 |
| 倉敷支部 | 笠岡区検察庁 | 笠岡市・井原市・小田郡                                                   |
| 新見支部 | 新見区検察庁 | 新見市                                                                   |
| 津山支部 | 津山区検察庁 | 津山市・美作市・苫田郡・勝田郡・英田郡・久米郡                           |
| 津山支部 | 勝山区検察庁 | 真庭市（北房地区を除く）・真庭郡                                         |

- 倉敷支部
- 津山支部

## 諸問題

### 証拠隠し問題
- 2008年8月から2009年4月にかけて発生し、岡山地方裁判所で審理中の窃盗事件で、岡山地検に実行犯として起訴された男性が、共犯とされた知人に対し犯行を指示したとする内容の書類について、証拠開示請求を行ったが、当初岡山地検は「存在しない」として開示を拒否する文書を送付した。ところが、公判の途中で弁護人からの抗議を受ける形で、一転して開示したため、男性の弁護人は「証拠隠し」に当たるとして、担当検事を虚偽公文書作成・同行使容疑で告発することにした[1]。